# Lepidostoma verodum
Lepidostoma verodum är en nattsländeart som beskrevs av Ross 1948. Lepidostoma verodum ingår i släktet Lepidostoma och familjen kantrörsnattsländor. Inga underarter finns listade i Catalogue of Life.